# Davíð Oddsson

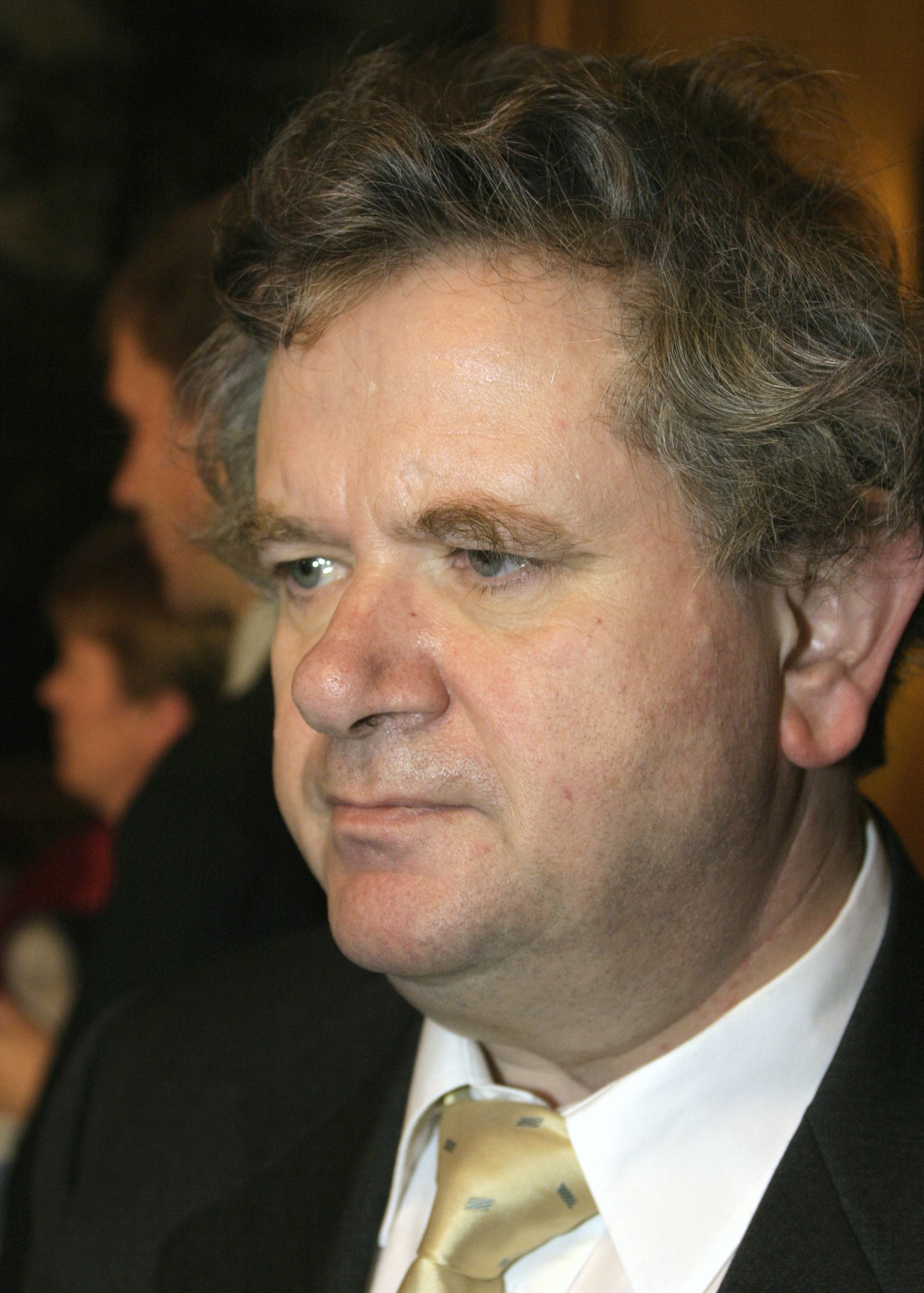
Davíð Oddsson in 2003

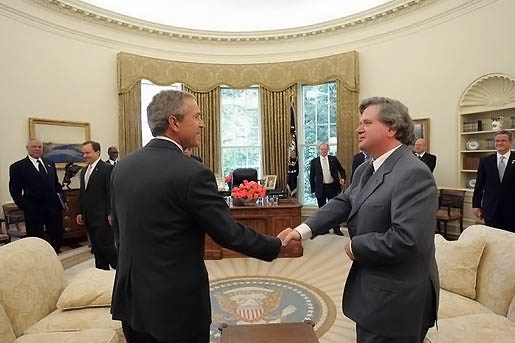
Davíð Oddsson (r.) op bezoek bij George W. Bush in het Oval Office van het Witte Huis (Washington).

Davíð Oddsson (Reykjavik, 17 januari 1948) is een IJslands politicus en de langst dienende premier van IJsland (forsætisráðherra Íslands) in de geschiedenis van het land (1991–2004). Hij is de enige politicus die zijn lidmaatschap van het Alding (het IJslandse parlement) altijd heeft gecombineerd met een ministerspost. Als literator heeft hij toneelstukken, korte verhalen en gedichten geschreven.

## Loopbaan
Davíð voltooide het gymnasium in 1970. Hij studeerde rechten aan de Universiteit van IJsland in Reykjavik en behaalde zijn doctoraalexamen in 1976.
Davíð was burgemeester van Reykjavik van 1982 tot 1991 als hoofd van een meerderheid van de Onafhankelijkheidspartij (Sjálfstæðisflokkurinn). Vervolgens werd hij in 1991 partijvoorzitter en tegelijk eerste minister van IJsland als regeringshoofd van de coalitie. Na de verkiezingen van 2003 werd overeengekomen dat hij zijn ambt in september 2004 zou neerleggen. Hij werd opgevolgd door Halldór Ásgrímsson, de fractievoorzitter van de coalitiepartner, de Progressieve Partij (Framsóknarflokkurinn).
Een jaar lang was hij minister van Buitenlandse Zaken, maar op 7 september 2005 kondigde Davíð zijn vertrek uit de politiek aan. Hij werd voorzitter van de raad van bestuur van de centrale bank van IJsland. De vicevoorzitter van zijn partij, Geir Haarde, volgde hem op als minister van Buitenlandse Zaken en ook als partijvoorzitter.
Hij leidde de centrale bank totdat hij in maart 2009 - als gevolg van zijn betrokkenheid bij de ineenstorting van drie IJslandse banken - door premier Jóhanna Sigurðardóttir werd gedwongen terug te treden. Door veel IJslanders wordt Davíð beschouwd als een van de belangrijkste verantwoordelijken voor de economische ineenstorting van het land tijdens de kredietcrisis, die in het land buitengewoon zwaar huis heeft gehouden.
In september 2009 werd hij, samen met Haraldur Johannessen, hoofdredacteur van het dagblad Morgunblaðið. Zijn benoeming was niet onomstreden en leidde tot het vertrek van redacteuren en opzeggingen van abonnees. Toch is de invloed van Davíð Oddson nog niet uitgewerkt sinds hij de leiding heeft over de oudste krant van IJsland.
Bij de IJslandse presidentsverkiezingen 2016, die gewonnen werden door de partijloze nieuwkomer Guðni Th. Jóhannesson, was Davíð een van de negen kandidaten. Hij werd vierde met 14% van de stemmen.

## Politieke plaatsbepaling
Politiek gezien heeft Davíð de privatisering van veel overheidsbedrijven verdedigd. Critici vanuit de oppositie hebben gesteld dat hij verantwoordelijk kan worden gehouden voor het verduisteren van het traditionele onderscheid tussen de wetgevende, gerechtelijke en uitvoerende macht. Voorts werd hij bekritiseerd omdat hij onenigheden over bepaalde politieke kwesties zou hebben genegeerd, zoals de visquota, wetgevende beperkingen op de vrije media, de participatie van IJsland bij de invasie van Irak en de bouw van waterkrachtcentrales en aluminiumfabrieken. Later was er kritiek op het feit dat hij de centrale bank ging leiden zonder econoom of financieel expert te zijn. Door een onderzoekscommissie is hij als een van de zes voornaamste verantwoordelijken voor de economische crisis op IJsland aangewezen.
In zijn standpunten tegenover het buitenland is hij pro-Amerikaans en een verdediger van de NAVO. Hij steunde de Amerikaanse invasie van Irak ondanks algemene weerstand onder de bevolking en verscheidene protesten. Hij is tegen een IJslands lidmaatschap van de Europese Unie.

## Literair werk
Naast zijn politieke activiteiten heeft Davíð toneelstukken, poëzie en korte verhalen geschreven, bijvoorbeeld in 1996 Nokkrir góðir dagar án Guðnýjar (Een paar goede dagen zonder Guðny). Een van zijn korte verhalen werd in 2003 verfilmd door Hrafn Gunnlaugsson onder de titel Opinberun Hannesar (De openbaring van Hannes).
- Gemeinsame Normdatei: 123392985
- International Standard Name Identifier: 0000 0000 7866 3550
- Library of Congress Control Number: nr99014336
- Nederlandse Thesaurus van Auteursnamen: 235722774
- Virtual International Authority File: 79480467